# Barbora Průdková
Barbora Průdková (Ostrava, 1 de febrero de 1996) es una deportista checa que compite en ciclismo de montaña en la disciplina de campo a través. Ganó tres medallas en el Campeonato Europeo de Ciclismo de Montaña entre los años 2015 y 2018.

## Medallero internacional
| Campeonato Europeo | Campeonato Europeo      | Campeonato Europeo | Campeonato Europeo         |
| Año                | Lugar                   | Medalla            | Competición                |
| ------------------ | ----------------------- | ------------------ | -------------------------- |
| 2015               | Chies d'Alpago (Italia) | Medalla de bronce  | Campo a través por relevos |
| 2017               | Darfo Boario (Italia)   | Medalla de plata   | Eliminación                |
| 2018               | Graz (Austria)          | Medalla de bronce  | Eliminación                |